# Населення Гренади
Населення Гренади. Чисельність населення країни 2015 року становила 110,7 тис. осіб (191-ше місце у світі). Чисельність гренадців стабільно збільшується, народжуваність 2015 року становила 16,03 ‰ (120-те місце у світі), смертність — 8,08 ‰ (96-те місце у світі), природний приріст — 0,48 % (161-ше місце у світі) . 

## Природний рух

### Відтворення
Народжуваність у Гренаді, станом на 2015 рік, дорівнює 16,03 ‰ (120-те місце у світі). Коефіцієнт потенційної народжуваності 2015 року становив 2,06 дитини на одну жінку (112-те місце у світі).
Смертність у Гренаді 2015 року становила 8,08 ‰ (96-те місце у світі).
Природний приріст населення в країні 2015 року становив 0,48 % (161-ше місце у світі).

### Вікова структура

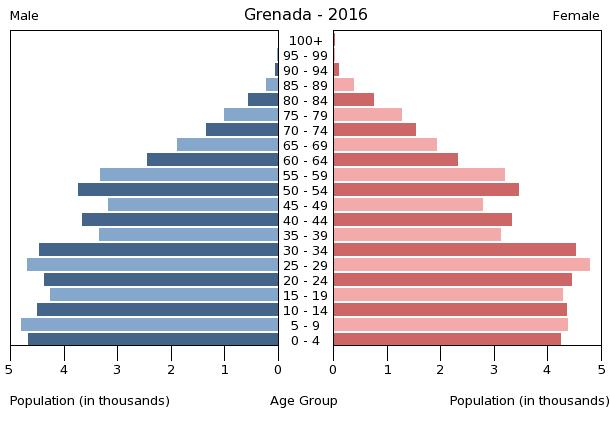
Віково-статева піраміда населення Гренади, 2016 рік

Середній вік населення Гренади становить 30,9 року (109-те місце у світі): для чоловіків — 30,9, для жінок — 31 рік. Очікувана середня тривалість життя 2015 року становила 74,05 року (125-те місце у світі), для чоловіків — 71,47 року, для жінок — 76,88 року.
Вікова структура населення Гренади, станом на 2015 рік, мала такий вигляд:
- діти віком до 14 років — 24,35 % (13 958 чоловіків, 12 998 жінок);
- молодь віком 15—24 роки — 16,02 % (8 830 чоловіків, 8 906 жінок);
- дорослі віком 25—54 роки — 40,35 % (22 891 чоловік, 21 771 жінка);
- особи передпохилого віку (55—64 роки) — 9,65 % (5 482 чоловіка, 5 204 жінки);
- особи похилого віку (65 років і старіші) — 9,62 % (4 888 чоловіків, 5 766 жінок)[1].

### Шлюбність— розлучуваність
Коефіцієнт шлюбності, тобто кількість шлюбів на 1 тис. осіб за календарний рік, дорівнює 5,0; коефіцієнт розлучуваності — 1,1; індекс розлучуваності, тобто відношення шлюбів до розлучень за календарний рік — 22 (2001).

## Розселення
Густота населення країни 2015 року становила 314,2 особи/км² (46-те місце у світі). Третина населення острова мешкає в столиці, місті Сент-Джордж, більшість поселень тяжіє до морського узбережжя.

### Урбанізація
Гренада середньоурбанізована країна. Рівень урбанізованості становить 35,6 % населення країни (станом на 2015 рік), темпи зростання частки міського населення — 0,33 % (оцінка тренду за 2010—2015 роки).
Головні міста держави: Сент-Джорджес (столиця) — 38,0 тис. осіб (дані за 2014 рік).

### Міграції
Річний рівень еміграції 2015 року становив 3,13 ‰ (182-ге місце у світі). Цей показник не враховує різниці між законними і незаконними мігрантами, між біженцями, трудовими мігрантами та іншими.

## Расово-етнічний склад
| Етнічний склад (2001 рік) | Етнічний склад (2001 рік) | Етнічний склад (2001 рік) | Етнічний склад (2001 рік) | Етнічний склад (2001 рік) |
| ------------------------- | ------------------------- | ------------------------- | ------------------------- | ------------------------- |
| Етнос:                    |                           |                           | Відсоток:                 |                           |
| африканці                 | африканці                 |                           | 89.4%                     | 89.4%                     |
| мішаного походження       | мішаного походження       |                           | 8.2%                      | 8.2%                      |
| індійці                   | індійці                   |                           | 1.6%                      | 1.6%                      |
| інші                      | інші                      |                           | 0.9%                      | 0.9%                      |

Головні етноси країни: африканці — 89,4 %, мішаного походження — 8,2 %, індійці — 1,6 %, інші — 0,9 % населення (оціночні дані за 2001 рік).

## Мови
| Мови Гренади (2015 рік) | Мови Гренади (2015 рік) | Мови Гренади (2015 рік) | Мови Гренади (2015 рік) | Мови Гренади (2015 рік) |
| ----------------------- | ----------------------- | ----------------------- | ----------------------- | ----------------------- |
| Мова:                   |                         |                         | Відсоток:               |                         |
| англійська              | англійська              |                         | %                       | %                       |
| французька              | французька              |                         | %                       | %                       |

Офіційна мова: англійська. Інші поширені мови: місцева говірка французької.

## Релігії
| Релігії в Гренаді (2009 рік) | Релігії в Гренаді (2009 рік) | Релігії в Гренаді (2009 рік) | Релігії в Гренаді (2009 рік) | Релігії в Гренаді (2009 рік) |
| ---------------------------- | ---------------------------- | ---------------------------- | ---------------------------- | ---------------------------- |
| Віросповідання:              |                              |                              | Відсоток:                    |                              |
| католики                     | католики                     |                              | 44.6%                        | 44.6%                        |
| протестанти                  | протестанти                  |                              | 43.5%                        | 43.5%                        |
| свідки Єгови                 | свідки Єгови                 |                              | 1.1%                         | 1.1%                         |
| растамани                    | растамани                    |                              | 1.1%                         | 1.1%                         |
| інші                         | інші                         |                              | 6.2%                         | 6.2%                         |
| атеїсти                      | атеїсти                      |                              | 3.6%                         | 3.6%                         |

Головні релігії й вірування, які сповідує, і конфесії та церковні організації, до яких відносить себе населення країни: римо-католицтво — 44,6 %, протестантизм — 43,5 % (англіканство — 11,5 %, п'ятидесятництво — 11,3 %, адвентизм — 10,5 %, баптизм — 2,9 %, Церква Бога — 2,6 %, методизм — 1,8 %, євангелізм — 1,6 %, інші — 1,3 %), свідки Єгови — 1,1 %, растафаріанство — 1,1 %, інші — 6,2 %, не сповідують жодної — 3,6 % (станом на 2015 рік).

## Освіта
Рівень письменності 2015 року становив 99 % дорослого населення (віком від 15 років): 99 % — серед чоловіків, 99 % — серед жінок. (112-те місце у світі). Середня тривалість освіти становить 16 років, для хлопців — до 15 років, для дівчат — до 16 років (станом на 2009 рік).

## Охорона здоров'я
Забезпеченість лікарями у країні на рівні 0,66 лікаря на 1000 мешканців (станом на 2006 рік). Забезпеченість лікарняними ліжками в стаціонарах — 3,5 ліжка на 1000 мешканців (станом на 2012 рік). Загальні витрати на охорону здоров'я 2014 року становили 6,1 % ВВП країни (97-ме місце у світі).
Смертність немовлят до 1 року, станом на 2015 рік, становила 10,21 ‰ (136-те місце у світі); хлопчиків — 9,59 ‰, дівчаток — 10,9 ‰. Рівень материнської смертності 2015 року становив 27 випадків на 100 тис. народжень (134-те місце у світі).
Гренада входить до складу ряду міжнародних організацій: Міжнародного руху (ICRM) і Міжнародної федерації товариств Червоного Хреста і Червоного Півмісяця (IFRCS), Дитячого фонду ООН (UNISEF), Всесвітньої організації охорони здоров'я (WHO).

### Захворювання
Станом на серпень 2016 року в країні були зареєстровані випадки зараження вірусом Зіка через укуси комарів Aedes, переливання крові, статевим шляхом, під час вагітності.
Кількість хворих на СНІД невідома, дані про відсоток інфікованого населення в репродуктивному віці 15—49 років відсутні. Дані про кількість смертей від цієї хвороби за 2014 рік відсутні.
Частка дорослого населення з високим індексом маси тіла 2014 року становила 24,6 % (78-ме місце у світі).

### Санітарія
Доступ до облаштованих джерел питної води 2015 року мало 99 % населення в містах і 95,3 % в сільській місцевості; загалом 96,6 % населення країни. Відсоток забезпеченості населення доступом до облаштованого водовідведення (каналізація, септик): в містах — 97,5 %, в сільській місцевості — 98,3 %, загалом по країні — 98 % (станом на 2015 рік).

## Соціально-економічне становище
Співвідношення осіб, що в економічному плані залежать від інших, до осіб працездатного віку (15—64 роки) загалом становить 50,7 % (станом на 2015 рік): частка дітей — 39,9 %; частка осіб похилого віку — 10,8 %, або 9,3 потенційно працездатного на 1 пенсіонера. Загалом ці показники характеризують рівень затребуваності державної допомоги в секторах освіти, охорони здоров'я і пенсійного забезпечення, відповідно. За межею бідності 2008 року перебувало 38 % населення країни. Дані про розподіл доходів домогосподарств в країні відсутні.
Станом на 2012 рік, в країні 11,12 тис. осіб не має доступу до електромереж; 91 % населення має доступ, в містах цей показник дорівнює 100 %, у сільській місцевості — 80 %. Рівень проникнення інтернет-технологій середній. Станом на липень 2015 року в країні налічувалось 60 тис. унікальних інтернет-користувачів (183-тє місце у світі), що становило 53,8 % загальної кількості населення країни.

### Трудові ресурси
Загальні трудові ресурси 2013 року становили 59,9 тис. осіб (188-ме місце у світі). Зайнятість економічно активного населення у господарстві країни розподіляється таким чином: аграрне, лісове і рибне господарства — 11 %; промисловість і будівництво — 20 %; сфера послуг — 69 % (станом на 2008 рік). Безробіття 2013 року дорівнювало 33,5 %, 2008 року — 25 % (191-ше місце у світі).

## Кримінал

### Наркотики

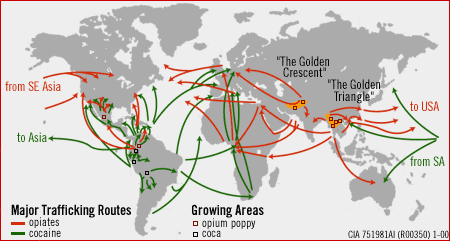
Світові маршрути наркотрафіку

Незначне вирощування марихуани, невеликий перевалочний пункт для марихуани і героїну до США.

### Торгівля людьми
Згідно зі щорічною доповіддю про торгівлю людьми (англ. Trafficking in Persons Report) Управління з моніторингу та боротьби з торгівлею людьми Державного департаменту США, уряд Гренади докладає значних зусиль у боротьбі з явищем примусової праці, сексуальної експлуатації, незаконною торгівлею внутрішніми органами, але законодавство відповідає мінімальним вимогам американського закону 2000 року щодо захисту жертв (англ. Trafficking Victims Protection Act’s) не в повній мірі, країна перебуває у списку другого рівня.

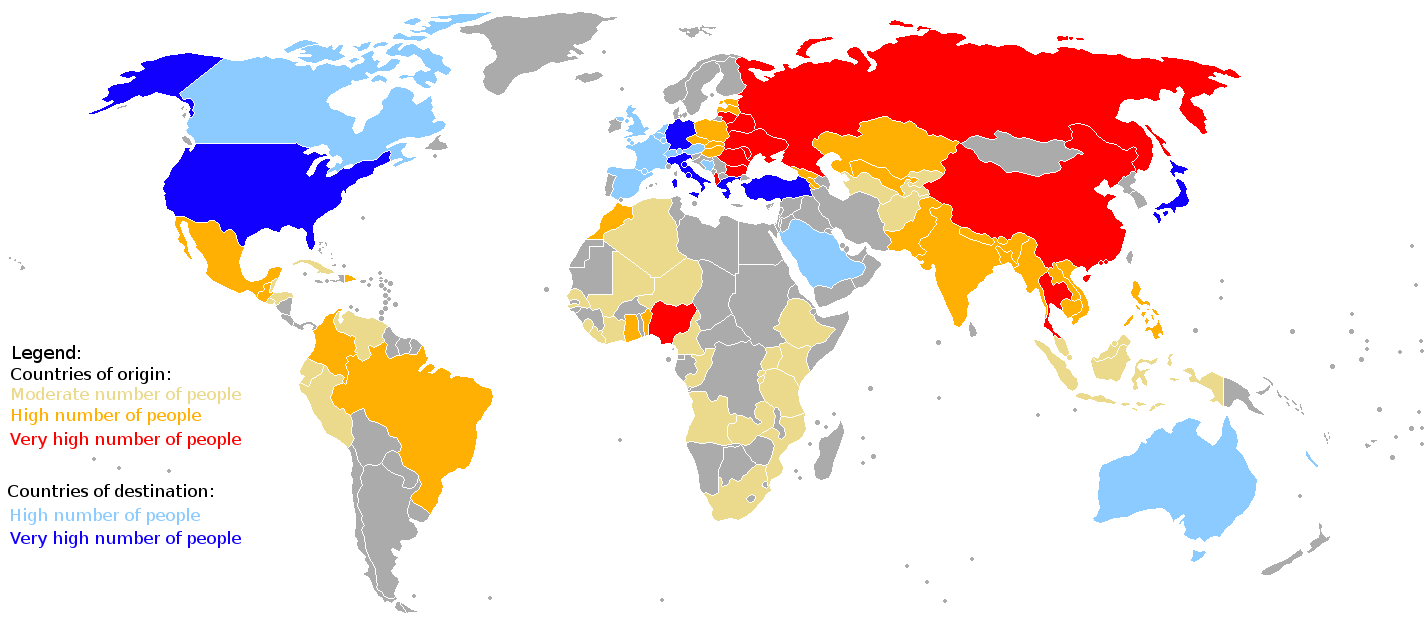
Країни-донори (червоний) і країни-реципієнти кримінальних потоків  (англ.)
Глобальна боротьба з торгівлею людьми (англ.)

## Гендерний стан
Статеве співвідношення (оцінка 2015 року):
- при народженні — 1,1 особи чоловічої статі на 1 особу жіночої;
- у віці до 14 років — 1,07 особи чоловічої статі на 1 особу жіночої;
- у віці 15—24 років — 0,99 особи чоловічої статі на 1 особу жіночої;
- у віці 25—54 років — 1,05 особи чоловічої статі на 1 особу жіночої;
- у віці 55—64 років — 1,05 особи чоловічої статі на 1 особу жіночої;
- у віці за 64 роки — 0,85 особи чоловічої статі на 1 особу жіночої;
- загалом — 1,03 особи чоловічої статі на 1 особу жіночої[1].

## Демографічні дослідження
Демографічні дослідження в країні ведуться рядом державних і наукових установ:

### Українською
- Атлас. 10—11 клас. Економічна і соціальна географія світу / упорядники :  О. Я. Скуратович, Н. І. Чанцева. — К. : ДНВП «Картографія», 2010. — ISBN 978-966-475-639-3.
- Атлас світу / голов. ред. І. С. Руденко ; зав. ред. В. В. Радченко ; відп. ред. О. В. Вакуленко. — К. : ДНВП «Картографія», 2005. — 336 с. — ISBN 9666315467.
- Безуглий В. В. Економічна і соціальна географія зарубіжних країн : Навчальний посібник. — К. : ВЦ «Академія», 2007. — 704 с. — ISBN 978-966-580-239-6.
- Безуглий В. В., Козинець С. В. Регіональна економічна і соціальна географія світу : Навчальний посібник. — видання 2-ге, доп., перероб. — К. : ВЦ «Академія», 2007. — 688 с. — ISBN 966-580-144-9.
- Головченко В. І., Кравчук О. Країнознавство: Азія, Африка, Латинська Америка, Австралія і Океанія. — К., 2006. — 335 с. — ISBN 966-8939-04-2.
- Гудзеляк І. І. Географія населення: Навчальний посібник / І. Гудзеляк. — Л. : Видавничий центр ЛНУ імені Івана Франка, 2008. — 232 с. — ISBN 978-966-613-599-8.
- Дахно І. І. Країни світу: Енциклопедичний довідник / І. І. Дахно, С. М. Тимофієв. — К. : Мапа, 2011. — 606 с. — (Бібліотека нового українця) — ISBN 978-966-8804-23-6.
- Дахно І. І. Економічна географія зарубіжних країн : навчальний посібник. — К. : Центр учбової літератури, 2014. — 319 с. — ISBN 978-611-01-0682-5.
- Джаман В. О. Регіональні системи розселення: демографічні аспекти. — Чернівці : Рута, 2003. — 392 с. — ISBN 9665685988.
- Дорошенко Л. С. Демографія: Навчальний посібник. — К. : МАУП, 2005. — 112 с. — ISBN 966-608-442-2.
- Дубович І. А. Країнознавчий словник-довідник. — 5-те вид., перероб. і доп. — К. : Знання, 2008. — 839 с. — ISBN 978-966-346-330-8.
- Економічна і соціальна географія країн світу. Навчальний посібник / За ред. Кузика С. П. — Л. : Світ, 2002. — 672 с. — ISBN 966-603-178-7.
- Загальна медична географія світу / В. О. Шевченко [та ін.] — К. : [б.в.], 1998. — 178 с.
- Книш М. М., Мамчур О. І. Регіональна економічна і соціальна географія світу (Латинська Америка та Карибські країни, Африка, Азія, Океанія) : навч. посіб. — Л. : ЛНУ ім. Івана Франка, 2013. — 368 с. — ISBN 978-617-10-0007-0.
- Крисаченко В. С. Динаміка населення: Популяційні, етнічні та глобальні виміри. — К. : Видавництво Національного інституту стратегічних досліджень, 2005. — 368 с. — ISBN 966-554-083-1.
- Кузик С. П., Книш М. М. Економічна і соціальна географія країн Америки : навч. посіб. — Л. : ЛНУ ім. Івана Франка, 1999. — 299 с. — ISBN 966-613-026-2.
- Любіцева О. О., Мезенцев К. В., Павлов С. В. Географія релігій. — К. : АртЕК, 1999. — 504 с. — ISBN 966-505-006-0.
- Масляк П. О. Країнознавство. — К. : Знання, 2007. — 292 с. — (Вища освіта XXI століття)
- Масляк П. О., Дахно І. І. Економічна і соціальна географія світу / П. О. Масляк, І. І. Дахно ; за ред. П. О. Масляка. — К. : Вежа, 2003. — 280 с. — ISBN 966-7091-53-8.

### Російською
- (рос.) Гренада // Демографический энциклопедический словарь / главн. ред. Валентей Д. И. — М. : Советская энциклопедия, 1985. — 608 с.
- (рос.) Гренада // Латинская Америка. Энциклопедический справочник [в 2-х тт.] / Главный редактор В. В. Вольский. — М. : Советская энциклопедия, 1979. — Т. 1. А-К. — 576 с.
- (рос.) Гренада // Страны и народы. Америка. Общий обзор Латинской Америки. Средняя Америка / Редкол. : отв. ред. В. В. Вольский, Я. Г. Машбиц и др. — М. : «Мысль», 1981. — 333 с. — (Страны и народы) — 180 тис. прим.
- (рос.) Атлас народов мира / Отв. ред. С. И. Брук и В. С. Апенченко. — М. : ГУГК ГГК СССР и Институт этнографии им. Н. Н. Миклухо-Маклая АН СССР, 1964. — 185 с. — 20 тис. прим.
- (рос.) Численность и расселение народов мира. Этнографические очерки / под ред. С. И. Брука. — М. : Издательство АН СССР, 1962. — 487 с.
- (рос.) Лаппо Г. М. География городов: Учебное пособие для географических факультетов вузов. — М. : Туманит, изд. центр ВЛАДОС, 1997. — 476 с. — ISBN 5-691-00047-0.
- (рос.) Ягельский А. География населения. — М. : Прогресс, 1980. — 383 с.